# Медолиз бугенвільський
Медолиз бугенвільський (Stresemannia bougainvillei) — вид горобцеподібних птахів родини медолюбових (Meliphagidae). Ендемік Папуа Нової Гвінеї. Єдиний представник монотипового роду Бугенвільський медолиз (Stresemannia), названого на честь на честь німецького орнітолога Ервіна Штреземана.

## Поширення і екологія
Бугенвільські медолизи є ендеміками острова Бугенвіль. Вони живуть у рівнинних і гірських вологих тропічних лісах.